# Igor Fraga
Igor Fraga (Kanazava, 1998. szeptember 26. –) japán születésű brazil autóversenyző, e-sportoló. 

## Versenyzői karrierje
2020-ban a Formula–3 bajnokságban versenyzett.
2022-ben megnyerte a Toyota GR Cup nevű e-sport bajnokságot.

## Magánélete
Fraga Japánban született, fiatal korában viszont Brazíliába költötött. 4 nyelven beszél.